# Staphylinochrous angustifascia
Staphylinochrous angustifascia és una espècie de lepidòpter zigenoïdeu de la família dels himantoptèrids (Himantopteridae), subfamília Anomoeotinae. És endèmica de la República Democràtica del Congo.